# Make Me Smile (Come Up and See Me)
«Make Me Smile (Come Up & See Me)» es un disco sencillo publicado del grupo inglés de  Steve Harley & Cockney Rebel, lanzado en 1975.

Este sencillo es una canción compuesta por Steve Harley y popularizada por Steve Harley & Cockney Rebel.

## Lista de temas
CD Sencillo
1. «Make Me Smile» (Come Up And See Me) 3:55
2. «Another Journey» 2:47

## Make Me Smile (Come Up and See Me) -versión Erasure-
«Make Me Smile (Come Up & See Me)» es el vigesimoctavo sencillo publicado del grupo inglés de música electrónica Erasure, lanzado en 2003.
Este sencillo es una canción compuesta por Steve Harley y popularizada por Steve Harley & Cockney Rebel.

## Descripción
«Make Me Smile (Come Up & See Me)» fue el segundo sencillo del álbum Other People's Songs, un álbum sólo de covers. Este sencillo llegó al puesto 14 del ranking británico, al 58 en Alemania y el 19 en Dinamarca.

Fue producido por Erasure y Gareth Jones. La producción adicional y la mezcla estuvieron a cargo de Dave Bascombe y la programación por Martyn Phillips (ambos ya habían trabajado con anterioridad con el dúo).

## Lista de temas
| CD Sencillo (CDMUTE292) 1. «Make Me Smile (Come Up And See Me)» (Edit) 3:27 2. «Oh L'Amour» (Acoustic) 3:28 3. «Walking In The Rain» (37b Remix) 2:48 CD Sencillo (LCDMUTE292) 1. «Make Me Smile (Come Up And See Me)» (Dan Frampton Radio Mix) 3:32 2. «Make Me Smile (Come Up And See Me)» (Manhattan Clique Extended Remix) 7:30 3. «When Will I See You Again» (37b Remix) 2:26 DVD Sencillo (DVDMUTE292) 1. «Make Me Smile (Come Up And See Me)» 3:56 2. «Can't Help Falling In Love» (Acoustic Version) 3:12 3. «Solsbury Hill» (Video) 4:20 CD Maxi Sencillo (92082) 1. «Make Me Smile (Come Up And See Me)» (Edit) 3:27 2. «Make Me Smile (Come Up And See Me)» (Dan Frampton Radio Mix) 3:32 3. «Make Me Smile (Come Up And See Me)» (Manhattan Clique Extended Remix) 7:30 4. «Walking In The Rain» (37B Remix) 2:48 5. «When Will I See You Again» (37B Mix) 2:26 6. «Can't Help Falling In Love» (Acoustic) 3:12 7. «Solsbury Hill» (Video) 4:20 | Vinilo Promo (P12MUTE292) 1. «Make Me Smile (Come Up And See Me)» (Manhattan Clique Extended Mix) 7:30 2. «Make Me Smile (Come Up And See Me)» (Álbum Versión) 3:55 3. «Make Me Smile (Come Up And See Me)» (Dan Frampton Radio Mix) 3:33 Vinilo Promo (MUSDJ139-0) 1. «Make Me Smile (Come Up And See Me)» (Manhattan Clique Extended Mix) 7:30 2. «Make Me Smile (Come Up And See Me)» (Álbum Versión) 3:55 3. «Make Me Smile (Come Up And See Me)» (Dan Frampton Radio Mix) 3:33 CD Promo (RCDMUTE292) 1. «Make Me Smile (Come Up And See Me)» (Dan Frampton Radio Mix) 3:33 2. «Make Me Smile (Come Up And See Me)» (Edit) 3:27 |

## Créditos
Este sencillo tiene cuatro lados B: tres covers que aparecen en el álbum, Walking in the Rain de (Mann/Weil/Spector), que fuera un éxito por The Ronettes; When Will I See You Again de (Gamble and Huff) -estrenado en su momento por The Three Degrees- y el clásico Can't Help Falling in Love de (Weiss/Hugo & Luigi) que fuera inmortalizado por Elvis Presley y UB40, entre otros, este último en versión acústica.

También incluye el clásico Oh L'amour escrito por (Clarke/Bell) en versión acústica. Para ambas versiones acústicas, contaron con la colaboración de Steve Walsh, en guitarra acústica y Ann-Marie Gilkes y Emma Whittle en coros.

## Datos adicionales
En el DVD y en la edición Maxi del sencillo está el video de Solsbury Hill, el corte anterior, con Vince Clarke como director. 
En 2009, la canción aparece en "El sonriente piso 9", un comercial argentino para la masa para preparar brownies "Exquisita".